# Spotify Singles (Lali Espósito)
Spotify Singles è un EP della cantante argentina Lali Espósito, pubblicato il 31 agosto 2023 dalla Sony Music Argentina.

## Tracce
1. 1Amor – 2:32 (Mauro De Tommaso, Martin D'Agosto, Lali Espósito)
2. Yegua (Cover dei Babasónicos) – 2:43 (Diego Rodríguez, Diego Castellano)